# Julián Brea
Julián Brea (Tres Algarrobos, 10 ottobre 1999) è un calciatore argentino, attaccante dell'Huachipato.

## Carriera
Cresciuto nel settore giovanile del Sarmiento (J), debutta in prima squadra il 24 marzo 2018 in occasione dell'incontro di Primera B Nacional vinto 1-0 contro l'Aldosivi.

## Statistiche

### Presenze e reti nei club
Statistiche aggiornate all'11 dicembre 2021.
| Stagione        | Squadra         | Campionato      | Campionato | Campionato | Coppe nazionali | Coppe nazionali | Coppe nazionali | Coppe continentali | Coppe continentali | Coppe continentali | Altre coppe | Altre coppe | Altre coppe | Totale | Totale |
| Stagione        | Squadra         | Comp            | Pres       | Reti       | Comp            | Pres            | Reti            | Comp               | Pres               | Reti               | Comp        | Pres        | Reti        | Pres   | Reti   |
| --------------- | --------------- | --------------- | ---------- | ---------- | --------------- | --------------- | --------------- | ------------------ | ------------------ | ------------------ | ----------- | ----------- | ----------- | ------ | ------ |
| 2017-2018       | Sarmiento (J)   | PN              | 2          | 0          | CA              | 0               | 0               |                    | -                  | -                  |             | -           | -           | 2      | 0      |
| 2020            | Sarmiento (J)   | PN              | 1          | 0          |                 | -               | -               |                    | -                  | -                  |             | -           | -           | 1      | 0      |
| 2021            | Sarmiento (J)   | PD              | 4          | 0          | CA+CdL          | 0               | 0               |                    | -                  | -                  |             | -           | -           | 4      | 0      |
| Totale carriera | Totale carriera | Totale carriera | 7          | 0          |                 | 6               | 0               |                    | -                  | -                  |             | -           | -           | 7      | 0      |

## Palmarès

### Club

#### Competizioni nazionali
- Campionato cileno: 1

Huachipato: 2023

### Individuale
- Capocannoniere della Copa Chile: 1

2024 (6 reti, alla pari con Diego Coelho)